# Craco
Craco (Cràchë in dialetto locale) è un comune italiano di 581 abitanti della provincia di Matera in Basilicata.
Nel 1963, il centro storico iniziò a subire uno spopolamento dovuto ad una frana che, agli inizi degli anni ottanta, lo ha reso una vera e propria città fantasma. Questo fenomeno ha contribuito a rendere particolare l'abitato di Craco, che, per tale caratteristica, è diventato una meta turistica, nonché un ambito set cinematografico.

## Geografia fisica
Il centro storico di Craco sorge nella zona collinare che precede l'Appennino Lucano a circa 390 m s.l.m., a mezza strada tra i monti e il mare, nella parte centro-occidentale della provincia di Matera. Il territorio è vario, con predominanza dei calanchi, profondi solchi scavati in un terreno cretoso dalla discesa a valle delle acque piovane.
I comuni limitrofi sono Pisticci (20 km), Montalbano Jonico e Stigliano (25 km), San Mauro Forte (27 km), Ferrandina (33 km).

## Storia

### Fondazione
Le prime tracce delle origini di Craco sono alcune tombe, che risalgono all'VIII secolo a.C. Come altri centri vicini, è probabile che abbia offerto riparo ai coloni greci di Metaponto, quando questi si sono trasferiti in territorio collinare, forse per sfuggire alla malaria che imperversava nella pianura.
Craco fu successivamente un insediamento bizantino. Nel X secolo monaci italo-bizantini iniziarono a sviluppare l'agricoltura della zona, favorendo l'aggregamento urbano nella regione.
La prima testimonianza del nome della città è del 1060, quando il territorio fu sottoposto all'autorità dell'arcivescovo Arnaldo di Tricarico, che chiamò il territorio «Graculum», ovvero "piccolo campo arato".

### Medioevo
Erberto, di probabile origine normanna, ne fu il primo feudatario tra il 1154 e il 1168. La struttura del borgo antico risale a quell'epoca, con le case arroccate intorno al torrione quadrato che domina il centro. Durante il regno di Federico II di Svevia, Craco fu un importante centro strategico militare. Il torrione infatti domina la valle dei due fiumi che scorrono paralleli, il Cavone e l'Agri, via privilegiata per chi tentava di penetrare l'interno. La torre normanna di Craco, insieme ad altre fortificazioni e avamposti della zona, come la Petrolla, dirimpetto a Craco, erano barriera di protezione per città al tempo ricche quali Pandosia e Lagaria, entrambe al di là dell'Agri, entrambe prospicienti la Siritide. Nel 1239, Craco figurò tra i feudi del giustizierato di Basilicata che ospitarono i prigionieri lombardi per volere dell'imperatore svevo.
Nel 1276 Craco divenne sede di una universitas. Nel XV secolo, la città si espanse intorno ai quattro palazzi:
- Palazzo Maronna, vicino alla torrione, con ingresso monumentale in mattoni e con grande balcone terrazzato.
- Palazzo Grossi, vicino alla chiesa madre, ha un alto portale architravato, privo di cornici. I piani superiori sono coperti da volte a vela e decorati con motivi floreali o paesaggistici racchiusi entro medaglioni. Parte delle finestre e dei balconi conservano ringhiere in ferro battuto.
- Palazzo Carbone, edificio della fine del Quattrocento, ha un ingresso monumentale. Nel Settecento, il palazzo fu rinnovato e ampliato.
- Palazzo Simonetti.

### Età moderna
Craco fu feudo dei Sanseverino di Bisignano, che ne possedevano la signoria con la giurisdizione sulle cause civili, criminali e miste, la portolania e la zecca di pesi e misure. Per necessità finanziarie esso fu venduto nel 1605, probabilmente a Bernardino Pacello e da questi, il 5 marzo 1627, a Scipione Putignano. Il feudo fu ereditato dalla figlia dell'acquirente, Veronica. Costei vendette il feudo per 13.500 ducati tramite una procuratrice nel 1642 e Craco passò prima a don Camillo Cattaneo marchese di Montescaglioso e poi al principe di Cetrano ma nel 1652 Veronica Putignano si sposò col dottor don Angelo Latronico e ottenne l'annullamento della vendita.
Alla morte di don Angelo, avvenuta il 1º febbraio 1664, il feudo passò al figlio minorenne Nicolò Latronico, che stante le connesse difficoltà finanziarie lo vendette tramite un procuratore il 26 febbraio 1667 per 15.000 ducati (per la maggior parte a rate) a Carlo Vergara, di cospicua famiglia che allora risiedeva a Napoli. Anche in questo caso i Latronico tentarono in seguito di far annullare la vendita, ma stavolta invano.
I Vergara (poi Vergara Caffarelli) trasferirono la loro sede nel feudo e vi realizzarono notevoli migliorie, come lo sviluppo dell'agricoltura e il mercato e la riduzione delle tasse. Essi ebbero il titolo di marchese di Craco nel 1712 e poi duca di Craco nel 1724. I Vergara tennero il feudo fino alla cessazione della feudalità, nel 1806, e portano tuttora il titolo di duca di Craco.

### Moti rivoluzionari e brigantaggio

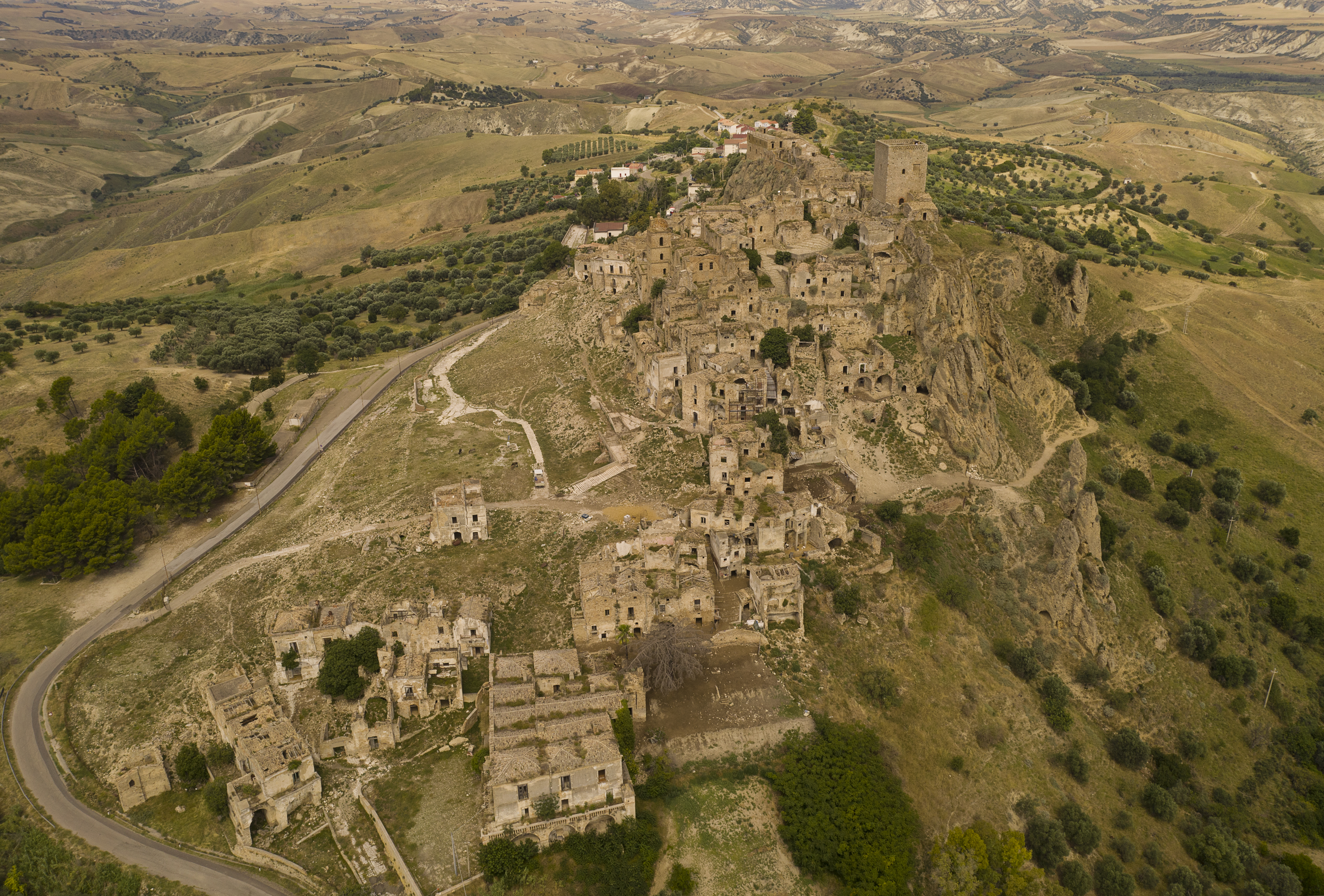
Craco vista dal drone

Nel 1799 Innocenzo De Cesare, studente crachese domiciliato a Napoli, nonché futuro letterato e giudice della Gran Corte Criminale partenopea, rientrò a Craco, dove promosse la rivolta della Repubblica Napoletana che si proponeva, con sommosse e tumulti in tutta la regione, di rompere i rapporti feudatari che caratterizzavano l'agricoltura del tempo. La sommossa fu sedata nel sangue a Palazzo Carbone dalla plebe sobillata dall'esercito sanfedista del cardinale Ruffo.
Come gran parte dei centri lucani, anche Craco non fu estranea al brigantaggio. Durante il decennio napoleonico, bande di briganti, sostenute dal governo borbonico in esilio, capeggiate da Nicola Chiarito, attaccarono Craco il 10 maggio 1807. Un secondo assalto fu sferrato il 18 luglio dello stesso anno dalle masnade di Domenico "Rizzo" Taccone, Nicola "Pagnotta" Abalsamo e Gerardo "Scarola" Vota, che si diedero a violenze e saccheggi, oltre ad uccidere i notabili filofrancesi.
L'8 novembre 1861, nel pieno della reazione borbonica poco dopo l'unità d'Italia, l'armata brigantesca di Carmine Crocco e José Borjes, dopo aver occupato e devastato Salandra, si diresse verso Craco. Crocco raccontò nelle sue memorie che incontrarono «a mezza via una processione di donne e fanciulli con a capo il curato Colla Croce. Venivano a chiedere clemenza per il loro paese e clemenza fu accordata, poiché non si verificarono che piccoli disordini difficili ad evitarsi con tanta gente e più semplicemente con gente di tal natura». Secondo altre versioni, sembra che i disordini avvenuti a Craco non fossero del tutto marginali, tant'è che Borjès annotò nel suo diario: «riuniamo la truppa [...] poi abbiam fatto strada verso Cracca (Craco), ove noi siam giunti a tre ore di sera: la popolazione intiera ci è venuta incontro; e malgrado di ciò, avvennero non pochi disordini».
Sui fatti di Craco e sulla situazione esistente dopo l'uscita del paese delle bande in marcia verso Aliano, ne parlò anche Giuseppe Bourelly, militare del regio esercito che partecipò alla repressione del brigantaggio in Basilicata, il quale sugli avvenimenti di quelle giornate riporta: «Intanto il Maggiore Cappa del 50° di linea informato che Borjés con la sua banda minacciava invadere Miglionico, Grassano e Grottole, radunava in Altamura tutte le truppe ch'erano pronte e si metteva in marcia per Miglionico. Da questo paese andò a Pisticci e da qui si portò a Craco che trovò saccheggiato e nel massimo disordine».
In questo periodo si distinse un brigante crachese chiamato Giuseppe Padovano, ex soldato borbonico datosi alla macchia che agì tra Basilicata e Campania. Il suo soprannome era "Cappucino" in quanto da giovane frequentava il monastero di Craco per poter studiare. Essendo dunque un uomo di cultura fra tanti analfabeti riuscì a spiccare fra tutti in tutta la zona crachese e pisticcese.

### Abbandono

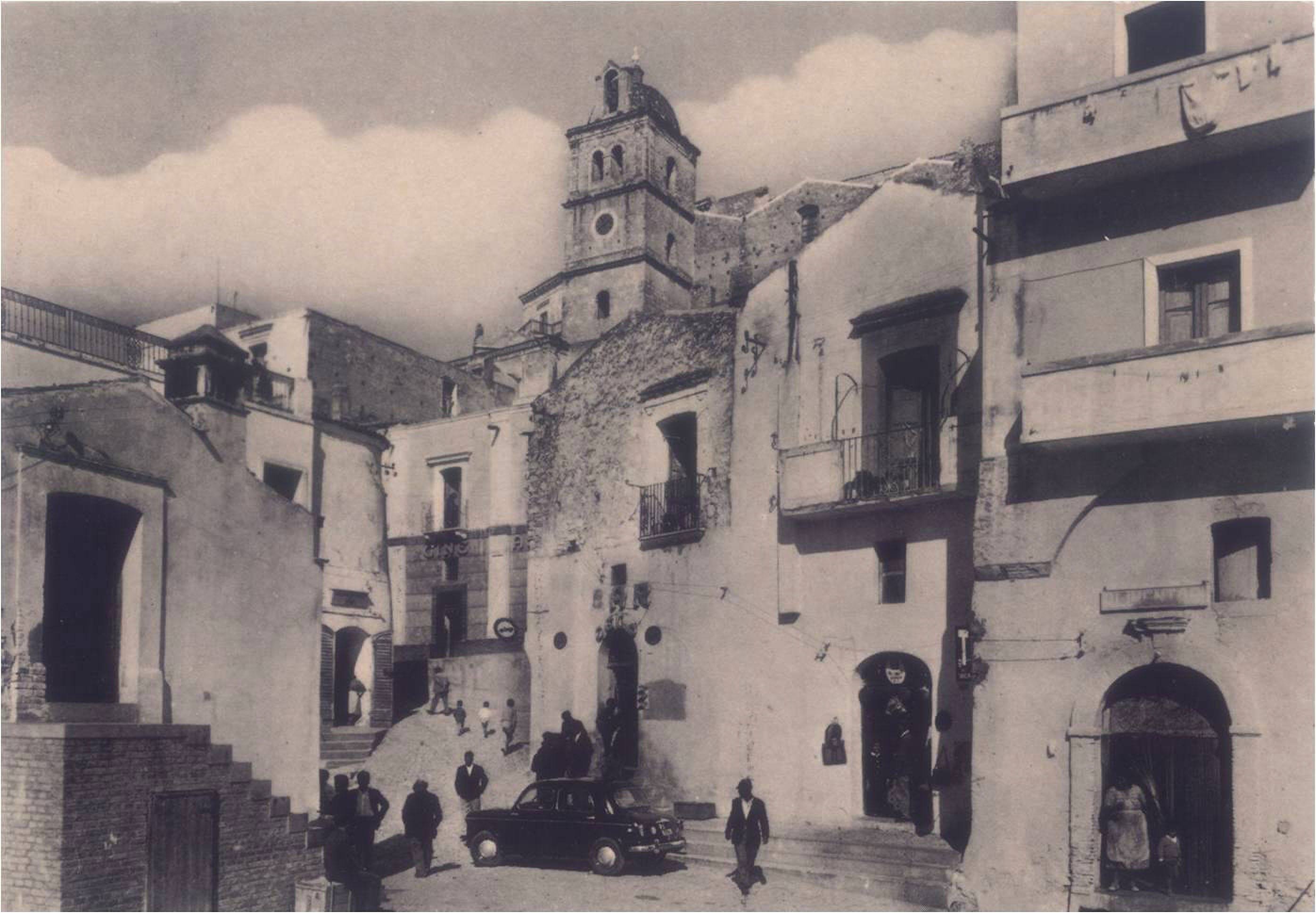
Craco nel 1960, pochi anni prima del disastro

Negli anni Sessanta il centro storico si è svuotato a seguito di una frana che lo ha reso una vera e propria città fantasma. 
Parte degli abitanti si trasferì a valle, in località "Craco Peschiera", ove fu trasferita anche la sede comunale. Allora il centro contava quasi 2 000 abitanti. La frana che ha obbligato la popolazione ad abbandonare le proprie case sembra essere stata provocata da lavori di infrastrutturazione, fogne e reti idriche, a servizio dell'abitato che hanno fatto abbandonare agli abitanti l'uso di intercettare e accumulare l'acqua piovana tradizionale della zona. Nel 1972 un'alluvione peggiorò ulteriormente la situazione, impedendo un eventuale ripopolamento del centro storico e, dopo il terremoto del 1980, Craco vecchia venne completamente abbandonata. Per valutare eventuali movimenti tellurici, vista la zona ad ampio rischio sismico e soprattutto per notificare altri spostamenti della frana, sono stati posizionati alcuni sensori. Gli stessi, ad oggi, hanno messo in evidenza che il centro è in condizioni di apparente stabilità.

### Storia recente
Nel 2010, per iniziativa del sindaco Pino Lacicerchia, Craco è entrata nella lista dei monumenti da salvaguardare redatta dalla World Monuments Fund. L'amministrazione comunale, nella realizzazione di un piano di recupero del borgo basilicatese, ha istituito, dalla primavera del 2011, un percorso di visita guidata, lungo un itinerario messo in sicurezza, che permette di percorrere il corso principale del paese, fino a giungere a quello che resta della vecchia piazza principale, sprofondata in seguito alla frana. Nel dicembre 2012, è stato inaugurato un nuovo itinerario, che permette di addentrarsi nel nucleo della città fantasma con una Craco Card museale introdotta dall’amministrazione Lacicerchia fautrice del Piano di valorizzazione del centro storico, dichiarato di interesse pubblico dal MIC nel 2015.

## Monumenti e luoghi d'interesse

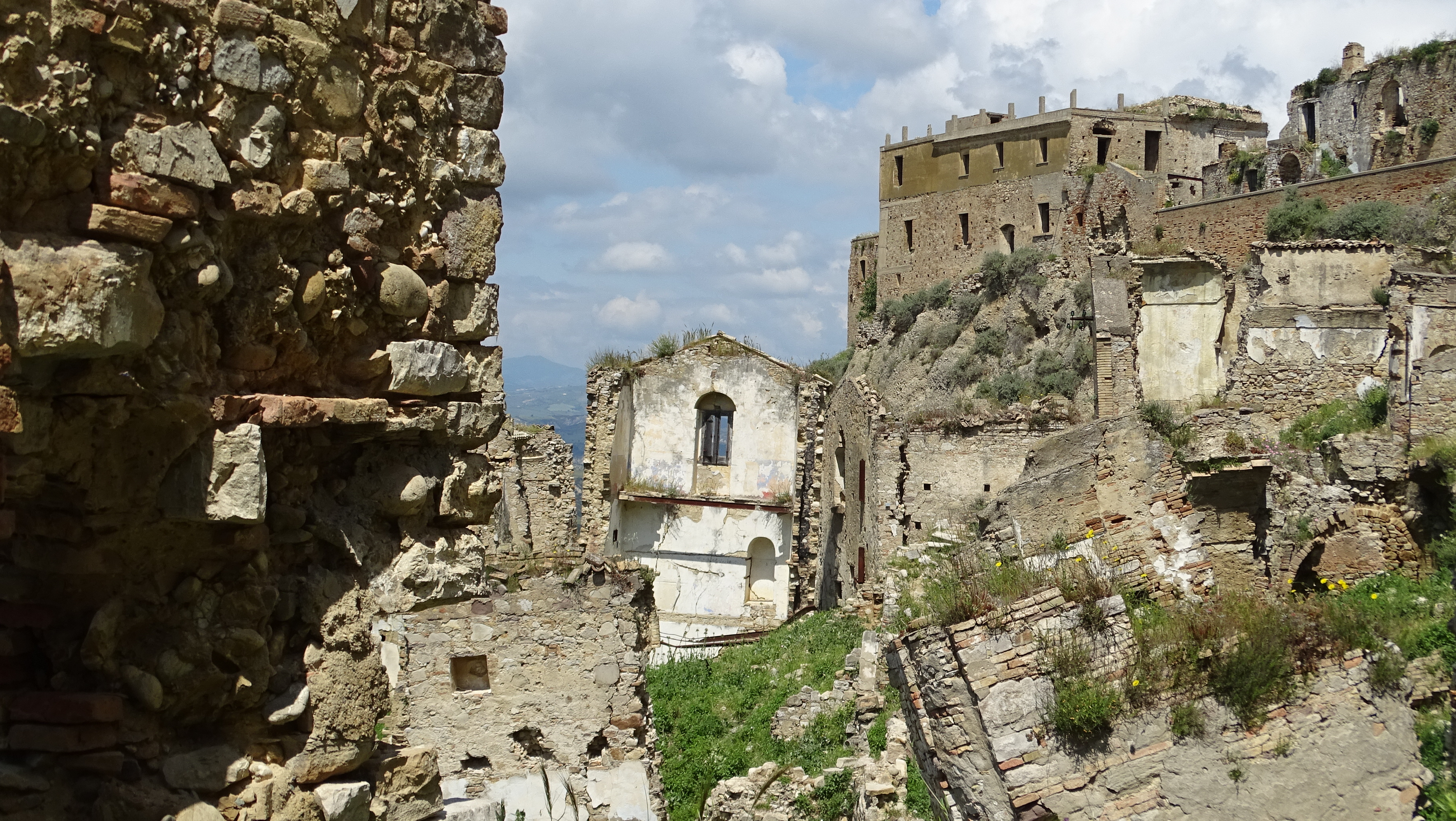
Rovine di Craco

Numerosi turisti salgono a Craco per vedere le rovine del paese fantasma e per avventurarsi tra i vicoli e i dintorni. Il terreno argilloso e brullo coesiste con quello marnoso: su uno sperone di marna calcificata dal tempo sorge una torre normanna che per i Crachesi è il "castello". Olivi secolari misti a cipressi antichi sono dal lato del paese verso lo Scalo, quest'ultimo sulla ferrovia calabro lucana da questo lato divelta e abbandonata.

### Contrade
- "Canzoniere": prende il nome da un'antica taverna posta lungo un tratturo una volta molto frequentato. La storia vuole che a gestire la taverna fosse una donna affascinante che riduceva in suo potere i malcapitati sedotti dalla sua avvenenza: la maliarda li uccideva e li metteva sotto aceto, facendone il piatto forte della sua osteria.
- "San Lorenzo": un'antica fontana a volta, sulla via verso il Cavone dove palme alte convivono con gli olivi sullo sfondo di masserie, arroccate e nel contempo aperte al territorio, come quelle "Galante" e "Cammarota", con il loro svolgersi su due livelli, gli archi che reggono la scala esterna e i terrazzi che sembrano spalti a difesa di non improbabili attacchi.
- "Sant'Eligio": protettore dei maniscalchi trova in Craco un tributo che va al di là della semplice menzione toponomastica, con la sua cappella affrescata, forse del Cinquecento, con le sue scene di santi intorno a un Cristo che pur crocifisso resta Pantocratore.

## Società

### Evoluzione demografica
Abitanti censiti

## Cultura

### Cinema

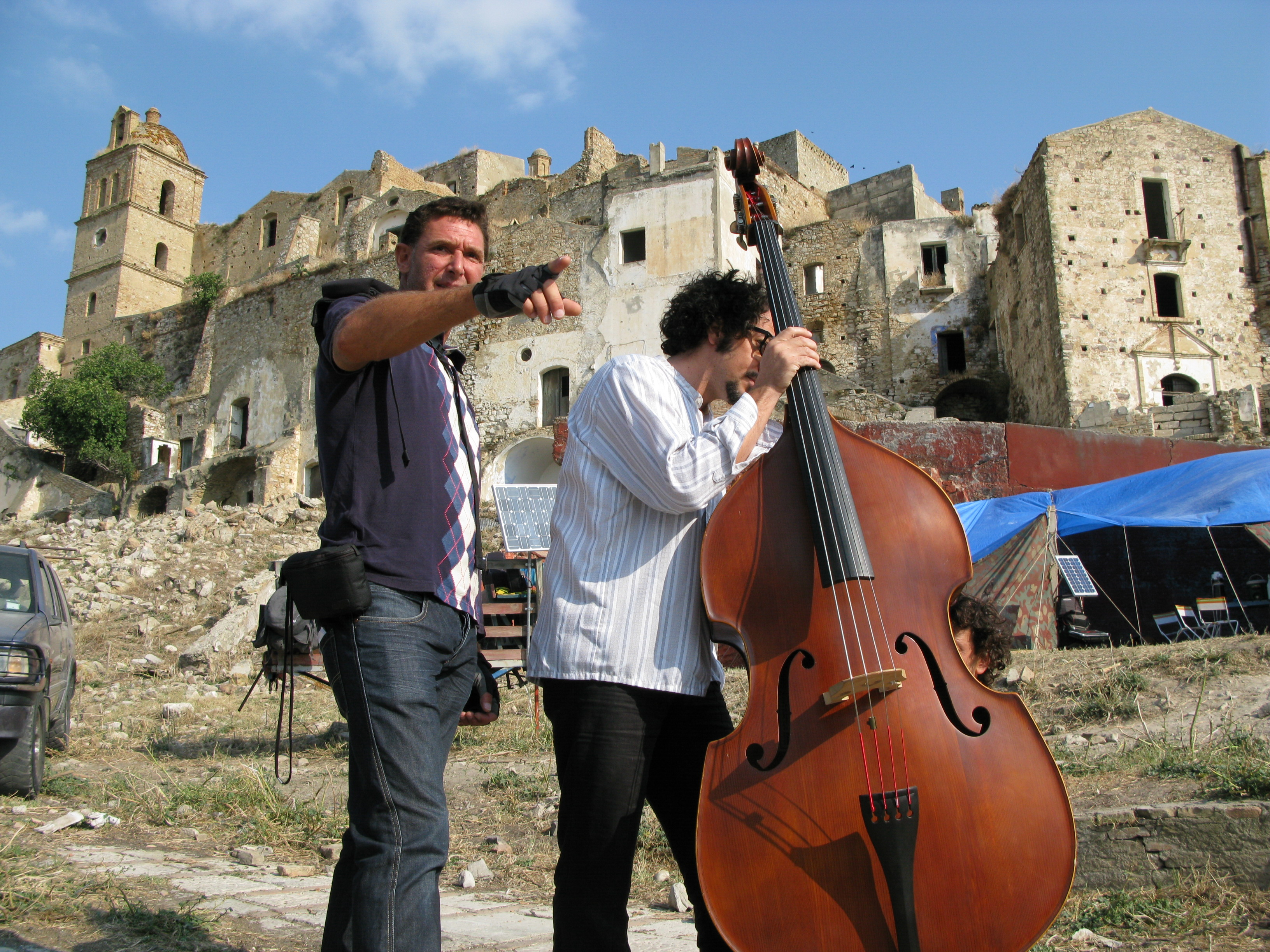
Fabio Olmi e Max Gazzè sul set di Basilicata coast to coast a Craco

Il borgo abbandonato di Craco è diventato una meta turistica e un set cinematografico per vari film ad esempio La passione di Cristo (2004) di Mel Gibson, ove Craco fu scelta dal regista come sfondo durante la scena dell'impiccagione di Giuda, e Cristo si è fermato a Eboli (1979) di Francesco Rosi, nell'episodio dell'arrivo di Carlo Levi alla nuova destinazione di confino, Gagliano.
Altri film in cui appare Craco come luogo di ripresa sono:
- 1953: La lupa di Alberto Lattuada[21]
- 1974: Il tempo dell'inizio di Luigi Di Gianni[21]
- 1985: King David di Bruce Beresford[21]
- 1986: Oddio, ci siamo persi il papa di Robert M. Young[21]
- 1990: Il sole anche di notte di Paolo e Vittorio Taviani[21]
- 1996: Ninfa plebea di Lina Wertmüller[22]
- 1999: Terra bruciata di Fabio Segatori[21]
- 2006: Nativity, di Catherine Hardwicke[21]
- 2008: Quantum of Solace di Marc Forster[21]
- 2010: Basilicata coast to coast di Rocco Papaleo[21]
- 2012: Un medico di campagna di Luigi Di Gianni[21]
- 2013: Ci vediamo domani di Andrea Zaccariello[23]
- 2015: Montedoro di Antonello Faretta[24]
- 2021: France di Bruno Dumont[25]

## Amministrazione
| Periodo           | Periodo           | Primo cittadino           | Partito      | Carica                    | Note                                                                |
| ----------------- | ----------------- | ------------------------- | ------------ | ------------------------- | ------------------------------------------------------------------- |
| 23 Aprile 1995    | 13 Giugno 1999    | Giuseppe Lacicerchia      | Lista civica | Sindaco                   |                                                                     |
| 13 Giugno 1999    | 12 Giugno 2004    | Domenico Copeti           | Lista civica | Sindaco                   |                                                                     |
| 12 Giugno 2004    | 7 Giugno 2009     | Domenico Copeti           | Lista civica | Sindaco                   |                                                                     |
| 7 Giugno 2009     | 25 Maggio 2014    | Giuseppe Lacicerchia      | Lista civica | Sindaco                   |                                                                     |
| 25 Maggio 2014    | 13 Febbraio 2019  | Giuseppe Lacicerchia      | Lista civica | Sindaco                   | Dimissioni della metà più uno del Consiglio comunale                |
| 13 Febbraio 2019  | 26 Maggio 2019    | Emilia Felicita Capolongo |              | Commissario prefettizio   |                                                                     |
| 26 Maggio 2019    | 24 Settembre 2019 | Vincenzo Lacopeta         | Lista civica | Sindaco                   | Scioglimento del consiglio comunale per incandidabilità del sindaco |
| 24 Settembre 2019 | 20 Settembre 2020 | Emilia Felicita Capolongo |              | Commissario straordinario |                                                                     |
| 20 Settembre 2020 | in carica         | Vincenzo Lacopeta         | Lista Civica | Sindaco                   |                                                                     |